# Jean Nicolas Marmet
Pour les articles homonymes, voir Marmet.
Jehan Nicolas Marmet (1590-1675) était un pasteur luthérien de la Confession d'Augsbourg, de 1611 à 1675 au Ban de la Roche, vallée de la Bruche, Bas-Rhin, Alsace.  

## Origine familiale
Né en 1590 à Glay au comté de Montbéliard, alors possession wurtembergeoise, fils de Claude Marmet pasteur à Glay, d’une famille de réfugié huguenots originaire de Baume-les-Messieurs en Franche-Comté. Il décède le 16 octobre 1675 au Ban de la Roche.

## Sa vie
Marmet achève ses études de théologie à l’université de Tübingen, duché de Wurtemberg, et où il est immatriculé encore en 1610. Selon ses propres indications, il est nommé pasteur dès 1611 à la paroisse de Rothau au Ban de la Roche (Dem Pfarrer zue Rottauw Marmetto, en 1613).
Il est prié d’assister et d’intervenir de 1620 à 1622 en sa qualité de pasteur lors des procédures criminelles intentées par la haute justice contre plus de 50 villageois soupçonnés de crime de sorcellerie. Il ne peut s'opposer à ce que ces mêmes villageois soient torturés et transportés au bûcher sur le lieu de justice au col de la Perheux au centre de la seigneurie.
Sans doute bouleversé par la violence des traitements infligés aux villageois, il quitte sa paroisse l’année suivante pour Desandans, puis pour Clairegoutte au comté de Montbéliard où il semble y demeurer jusqu’en 1626, date à laquelle il est de retour au Ban de la Roche.
Il épouse en premier mariage Anna Maria NN de Barr qui décède vers 1638, puis Esther Fassmann de Sainte-Marie-aux-Mines (Markirch) vers 1640 dont il eut 8 enfants. Il décède le 16 octobre 1675 probablement à Wildersbach où il demeure, à l'âge avancé de 85 ans et est enseveli dans l'ancienne église de Rothau.

## Les guerres
À son retour à Rothau, il est confronté à partir de 1633 aux troubles qui agitent l’Europe centrale et qui s’étendent jusqu’en Lorraine et en Franche-Comté. Le Ban de la Roche est dévasté par la guerre de Trente Ans. Les deux paroisses de Rothau et de Waldersbach perdent les trois quarts de leur population malgré le protectorat suédois puis français. Il assiste au pillage, à la destruction des villages, des forges, du château de Rothau par les troupes impériales et de son presbytère où ses archives sont détruites et foulées aux pieds des soldats. Il reste néanmoins auprès de ses paroissiens dont il partagea la vie misérable et fête ensemble la paix retrouvée en 1648. La paix est cependant de courte durée car l'Alsace reste le théâtre des luttes que continuent de se livrer la France et l'Empire (guerres lorraines).
La guerre de Hollande qui éclate en 1671 reproduit les mêmes misères que lors de la guerre de Trente Ans : les récoltes sont perdues et les villageois contraints de se cacher mangent ce qu'ils peuvent, favorisant ainsi le développement des foyers de dysenterie (flux de sang) surtout chez les enfants. Marmet décède en octobre 1675 après l'incendie de Belmont.

## Son action
Sa présence est attestée dans le cadre de la reconstruction des temples, de l’enseignement du catéchisme en langue allemande, du français à l’école et dans la réorganisation économique du pays. Il n’hésite pas à intervenir avec véhémence contre les abus des fonctionnaires locaux et prend même parti contre le comte de Veldenz lorsque ce dernier veut imposer l’extension de l’enseignement de l’allemand à l’école alors que la population ne pratiquait que le welsche, un dialecte lorrain.
Homme d’écriture, ses lettres adressées au comte de Veldenz et au bailli de Barr révèlent une forte personnalité en quête d’élévation spirituelle et de pureté morale, un veilleur sourcilleux et inlassable dans la bonne conduite de ses paroissiens, eux-mêmes encore très influencés par les coutumes et les usages catholiques. Son œuvre évangélique aura, au-delà de la guerre et de la pauvreté, préparé la voie au piétisme du pasteur Léopold-Georges Pelletier, disciple de l'Alsacien Philipp Jacob Spener, au début du XVIIIe siècle, avant de voir apparaître les figures de Jean Georges Stuber et de Jean Frédéric Oberlin.
Un homme légendaire ?
Il est remarquable qu’en dépit des guerres, l’autorité morale de Jean Nicolas Marmet marquait encore les esprits de la population au Ban de la Roche au XVIIIe siècle et qu’elle suscita alors longtemps après lui la naissance – probable – de légendes (ayant un fond de vérité ?). Ainsi que le constate et que le consigne Jean-Frédéric Oberlin dans ses Annales du Ban de la Roche, commencées en 1770, l’un des traits de Marmet aurait été la lutte énergique qu’il développa contre le culte des images qui paraissait être encore vivant dans sa paroisse. Oberlin nous apprend, d’après des souvenirs plus ou moins légendaires colportés par la mémoire populaire, qu’une « tête » en bois sculpté à l’effigie de Jean Baptiste se trouvait encore dans la chapelle de Fouday et qu’elle provoquait des attitudes d’adoration parmi les paroissiennes. En la brûlant, le pasteur provoqua leur colère et il faillit être jeté dans la Bruche en représailles de son geste.

## Sources et bibliographie
- Ancien Livre des Bourgeois du Ban de la Roche (ouvert par Jean Frédéric Oberlin).
- Denis Leypold, « Marmet Jehan Nicolas », Nouveau dictionnaire de biographie alsacienne, Fédération des Sociétés d’Histoire et d’Archéologie d’Alsace, K-M supplément, 46 (2006) , p. 4801-4802.